# Calloristus
Calloristus is een geslacht van hooiwagens uit de familie Trionyxellidae.
De wetenschappelijke naam Calloristus is voor het eerst geldig gepubliceerd door Roewer in 1935. 

## Soorten
Calloristus omvat de volgende 2 soorten:
- Calloristus cavernarum
- Calloristus granipes